# Josep Florejachs i de Berart
Josep Florejachs i de Berart (? - 8 de gener de 1880) fou un empresari i polític català. Fou president fins a la seva mort de La Unión Minera, que explotava les mines de carbó de Calaf. El 1865 ja havia estat elegit diputat per Girona a les Corts Espanyoles. Durant la restauració borbònica es va fer membre del Partit Conservador i fou elegit diputat per Olot a les eleccions generals espanyoles de 1876 i 1879. Es va interessar per temes aranzelaris i va fer diversos estudis per a l'Institut Agrícola Català de Sant Isidre sobre la plaga de fil·loxera als Pirineus Orientals. El 1878 fou admès al Foment de la Producció Espanyola i participà en la constitució de la Diputació Catalana de 1879 com a cap dels representants de Girona, gestionant davant el Ministeri d'Hisenda d'Espanya el gravamen dels taps de suro importats de l'Imperi Alemany. Va morir sobtadament i fou substituït en el seu escó per Salvador Torroella i Marimon.